# Neuvième circonscription de la Seine-Maritime
La neuvième circonscription de la Seine-Maritime est l'une des dix circonscriptions législatives françaises que compte le département de la Seine-Maritime (76) situé en région Normandie.

## Description géographique et démographique

### De 1958 à 1986
Le département avait dix circonscriptions.
La neuvième circonscription de la Seine-Maritime était composée de :
- canton de Dieppe
- canton d'Envermeu
- canton d'Eu
- canton de Longueville-sur-Scie
- canton d'Offranville

Source : Journal Officiel du 14-15 Octobre 1958.

### Depuis 1988
La neuvième circonscription de la Seine-Maritime est délimitée par le découpage électoral de la loi n°86-1197 du 24 novembre 1986
, elle regroupe les divisions administratives suivantes : 
- canton de Criquetot-l'Esneval
- canton de Fauville-en-Caux
- canton de Fécamp
- canton de Goderville
- canton de Montivilliers
- canton de Valmont.

D'après le recensement général de la population en 1999, réalisé par l'Institut national de la statistique et des études économiques (INSEE), la population de cette circonscription est estimée à 108 366 habitants,.
À la suite du redécoupage des circonscriptions législatives françaises de 2010 qui entre en application avec les Élections législatives françaises de 2012, la neuvième circonscription regroupe désormais les cantons suivants : 
- Canton de Bolbec
- Canton de Criquetot-l'Esneval
- Canton de Fauville-en-Caux
- Canton de Fécamp
- Canton de Goderville
- Canton de Saint-Romain-de-Colbosc
- Canton de Valmont.

## Historique des députations
| Législature | Début de mandat  | Fin de mandat     | Député                        | Parti politique | Observations |
| ----------- | ---------------- | ----------------- | ----------------------------- | --------------- | --- |
| Ire         | 9 décembre 1958  | 9 octobre 1962    | Louis Delaporte               | CNIP            | Mandat écourté à la suite d'une dissolution parlementaire décidée par Charles de Gaulle.                                                                                                 |
| IIe         | 6 décembre 1962  | 2 avril 1967      | Louis Boisson                 | SFIO            | |
| IIIe        | 3 avril 1967     | 30 mai 1968       | Raymond Offroy                | UD-Ve           | Mandat écourté à la suite d'une dissolution parlementaire décidée par Charles de Gaulle.                                                                                                 |
| IVe         | 11 juillet 1968  | 1er avril 1973    | Raymond Offroy                | UDR             | |
| Ve          | 2 avril 1973     | 2 avril 1978      | Raymond Offroy                | UDR             | |
| VIe         | 3 avril 1978     | 22 mai 1981       | Irénée Bourgois               | PCF             | Mandat écourté à la suite d'une dissolution parlementaire décidée par François Mitterrand.                                                                                               |
| VIIe        | 2 juillet 1981   | 1er avril 1986    | Jean Beaufils                 | PS              | |
| VIIIe       | 2 avril 1986     | 14 mai 1988       | Aucun                         | Aucun           | Proportionnelle par département, pas de député par circonscription. Mandat écourté à la suite d'une dissolution parlementaire décidée par François Mitterrand.                           |
| IXe         | 23 juin 1988     | 16 juin 1991      | Frédérique Bredin             | PS              | Remplacée par son suppléant à la suite de sa nomination au gouvernement en tant que Ministre de la Jeunesse et des Sports.                                                               |
| IXe         | 17 juin 1991     | 1er avril 1993    | Jean Vittrant                 | PS              | Remplacée par son suppléant à la suite de sa nomination au gouvernement en tant que Ministre de la Jeunesse et des Sports.                                                               |
| Xe          | 2 avril 1993     | 24 septembre 1995 | Charles Revet,                | UPF-UDF,        | Démissionne après son élection au Sénat. Frédérique Bredin est élue lors d'une élection partielle. Mandat écourté à la suite d'une dissolution parlementaire décidée par Jacques Chirac. |
| Xe          | 10 décembre 1995 | 21 avril 1997     | Frédérique Bredin,            | PS,             | Démissionne après son élection au Sénat. Frédérique Bredin est élue lors d'une élection partielle. Mandat écourté à la suite d'une dissolution parlementaire décidée par Jacques Chirac. |
| XIe         | 12 juin 1997     | 14 septembre 2000 | Frédérique Bredin,            | PS,             | Démissionne pour rejoindre le groupe privé Lagardère Média comme directrice de la stratégie et du développement. Patrick Jeanne est élu lors d'une élection partielle.                   |
| XIe         | 22 octobre 2000  | 18 juin 2002      | Patrick Jeanne,               | PS,             | Démissionne pour rejoindre le groupe privé Lagardère Média comme directrice de la stratégie et du développement. Patrick Jeanne est élu lors d'une élection partielle.                   |
| XIIe        | 19 juin 2002     | 19 juin 2007      | Daniel Fidelin,               | UMP,            | |
| XIIIe       | 20 juin 2007     | 19 juin 2012      | Daniel Fidelin                | UMP             | |
| XIVe        | 20 juin 2012     | 11 mars 2016      | Estelle Grelier               | PS              | Remplacée par son suppléant à la suite de sa nomination au gouvernement en tant que Secrétaire d'État chargée des Collectivités territoriales.                                           |
| XIVe        | 12 mars 2016     | 20 juin 2017      | Jacques Dellerie              | DVG             | Remplacée par son suppléant à la suite de sa nomination au gouvernement en tant que Secrétaire d'État chargée des Collectivités territoriales.                                           |
| XVe         | 21 juin 2017     | 21 juin 2022      | Stéphanie Kerbarh             | LREM → MR       | |
| XVIe        | 22 juin 2022     | 9 juin 2024       | Marie-Agnès Poussier-Winsback | HOR             | Mandat écourté à la suite d'une dissolution parlementaire décidée par Emmanuel Macron.                                                                                                   |
| XVIIe       | 8 juillet 2024   | 21 octobre 2024   | Marie-Agnès Poussier-Winsback | HOR             | Remplacée par son suppléant après son entrée au gouvernement. |
| XVIIe       | 22 octobre 2024  | En cours          | David Guérin                  | HOR             | Remplacée par son suppléant après son entrée au gouvernement. |

## Historique des élections

### Élections de 1958
| Candidat                    | Candidat            | Parti          | Premier tour | Premier tour | Second tour | Second tour |  |
| Candidat                    | Candidat            | Parti          | Voix         | %            | Voix        | %           |  |
| --------------------------- | ------------------- | -------------- | ------------ | ------------ | ----------- | ----------- |  |
|                             | Louis Delaporte élu | CNIP           | 18 031       | 44,5         | 22 109      | 56,56       |  |
|                             | Louis Boisson       | SFIO           | 9 534        | 23,53        | 9 425       | 24,11       |  |
|                             | Léon Rogé           | PCF            | 7 830        | 19,32        | 7 555       | 19,33       |  |
|                             | Henri Lagrange      | MRP            | 3 260        | 8,04         | 3           | 0,01        |  |
|                             | Léonce Grau         | Radsoc         | 1 868        | 4,61         |             |             |  |
|                             |                     |                |              |              |             |             |  |
| Inscrits                    | Inscrits            | Inscrits       | 53 448       | 100,00       | 53 429      | 100,00      |  |
| Abstentions                 | Abstentions         | Abstentions    | 11 641       | 21,78        | 13 527      | 25,32       |  |
| Votants                     | Votants             | Votants        | 41 807       | 78,22        | 39 902      | 74,68       |  |
| Blancs et nuls              | Blancs et nuls      | Blancs et nuls | 1 284        | 3,07         | 810         | 2,03        |  |
| Exprimés                    | Exprimés            | Exprimés       | 40 523       | 96,93        | 39 092      | 97,97       |  |
| Source : Gallica et CEVIPOF |                     |                |              |              |             |             |  |

Le suppléant de Louis Delaporte était Me André Félix-Vincent, adjoint au maire de Dieppe.

### Élections de 1962
| Candidat                    | Candidat                | Parti          | Premier tour | Premier tour | Second tour | Second tour |  |
| Candidat                    | Candidat                | Parti          | Voix         | %            | Voix        | %           |  |
| --------------------------- | ----------------------- | -------------- | ------------ | ------------ | ----------- | ----------- |  |
|                             | Louis Delaporte sortant | RI             | 15 378       | 44,02        | 18 434      | 49,45       |  |
|                             | Louis Boisson élu       | SFIO           | 8 800        | 25,19        | 18 841      | 50,55       |  |
|                             | Léon Rogé               | PCF            | 8 393        | 24,02        | Retrait     | Retrait     |  |
|                             | Victor Roissard         | CR             | 2 367        | 6,77         | Retrait     | Retrait     |  |
|                             |                         |                |              |              |             |             |  |
| Inscrits                    | Inscrits                | Inscrits       | 54 089       | 100,00       | 54 073      | 100,00      |  |
| Abstentions                 | Abstentions             | Abstentions    | 17 513       | 32,38        | 15 437      | 28,55       |  |
| Votants                     | Votants                 | Votants        | 36 576       | 67,62        | 38 636      | 71,45       |  |
| Blancs et nuls              | Blancs et nuls          | Blancs et nuls | 1 638        | 4,48         | 1 361       | 3,52        |  |
| Exprimés                    | Exprimés                | Exprimés       | 34 938       | 95,52        | 37 275      | 96,48       |  |
| Source : Gallica et CEVIPOF |                         |                |              |              |             |             |  |

Le suppléant de Louis Boisson était Raymond Letessier, capitaine au long cours, conseiller municipal de Dieppe.

### Élections de 1967
| Candidat                    | Candidat              | Parti                     | Premier tour | Premier tour | Second tour | Second tour |  |
| Candidat                    | Candidat              | Parti                     | Voix         | %            | Voix        | %           |  |
| --------------------------- | --------------------- | ------------------------- | ------------ | ------------ | ----------- | ----------- |  |
|                             | Raymond Offroy élu    | UD-Ve                     | 14 362       | 31,09        | 23 109      | 51,18       |  |
|                             | Léon Rogé             | PCF                       | 13 443       | 29,1         | 21 968      | 48,66       |  |
|                             | Louis Boisson sortant | FGDS (SFIO)               | 12 787       | 27,68        | 72          | 0,16        |  |
|                             | Paul Caron            | CD (PDM)                  | 4 179        | 9,05         |             |             |  |
|                             | Jacques Benet         | Divers droite (Gaulliste) | 1 427        | 3,09         |             |             |  |
|                             |                       |                           |              |              |             |             |  |
| Inscrits                    | Inscrits              | Inscrits                  | 56 624       | 100,00       | 56 621      | 100,00      |  |
| Abstentions                 | Abstentions           | Abstentions               | 9 420        | 16,64        | 9 224       | 16,29       |  |
| Votants                     | Votants               | Votants                   | 47 204       | 83,36        | 47 397      | 83,71       |  |
| Blancs et nuls              | Blancs et nuls        | Blancs et nuls            | 1 006        | 2,13         | 2 248       | 4,74        |  |
| Exprimés                    | Exprimés              | Exprimés                  | 46 198       | 97,87        | 45 149      | 95,26       |  |
| Source : Gallica et CEVIPOF |                       |                           |              |              |             |             |  |

Le suppléant de Raymond Offroy était Jean Clatz, docteur en médecine.

### Élections de 1968
| Candidat                    | Candidat                     | Parti          | Premier tour | Premier tour | Second tour | Second tour |  |
| Candidat                    | Candidat                     | Parti          | Voix         | %            | Voix        | %           |  |
| --------------------------- | ---------------------------- | -------------- | ------------ | ------------ | ----------- | ----------- |  |
|                             | Raymond Offroy sortant réélu | UDR (URP)      | 18 413       | 39,32        | 23 673      | 50,8        |  |
|                             | Louis Boisson                | FGDS (SFIO)    | 12 287       | 26,24        | 22 929      | 49,2        |  |
|                             | Léon Rogé                    | PCF            | 10 606       | 22,65        | Retrait     | Retrait     |  |
|                             | Michel Fihue                 | CD (PDM)       | 5 526        | 11,8         |             |             |  |
|                             |                              |                |              |              |             |             |  |
| Inscrits                    | Inscrits                     | Inscrits       | 56 707       | 100,00       | 56 685      | 100,00      |  |
| Abstentions                 | Abstentions                  | Abstentions    | 9 216        | 16,25        | 9 315       | 16,43       |  |
| Votants                     | Votants                      | Votants        | 47 491       | 83,75        | 47 370      | 83,57       |  |
| Blancs et nuls              | Blancs et nuls               | Blancs et nuls | 659          | 1,39         | 768         | 1,62        |  |
| Exprimés                    | Exprimés                     | Exprimés       | 46 832       | 98,61        | 46 602      | 98,38       |  |
| Source : Gallica et CEVIPOF |                              |                |              |              |             |             |  |

Le suppléant de Raymond Offroy était Jean Clatz.

### Élections de 1973
| Candidat                    | Candidat                     | Parti          | Premier tour | Premier tour | Second tour | Second tour |  |
| Candidat                    | Candidat                     | Parti          | Voix         | %            | Voix        | %           |  |
| --------------------------- | ---------------------------- | -------------- | ------------ | ------------ | ----------- | ----------- |  |
|                             | Raymond Offroy sortant réélu | UDR (URP)      | 15 600       | 31,15        | 25 700      | 52,08       |  |
|                             | Irénée Bourgois              | PCF            | 15 190       | 30,33        | 23 651      | 47,92       |  |
|                             | Louis Boisson                | Rad (MR)       | 11 025       | 22,01        | Retrait     | Retrait     |  |
|                             | Maurice Séveno               | PS (UGSD)      | 7 161        | 14,3         | Retrait     | Retrait     |  |
|                             | Jean Gondonneau              | PSU            | 676          | 1,35         |             |             |  |
|                             | Didier Étave                 | LCR            | 433          | 0,86         |             |             |  |
|                             |                              |                |              |              |             |             |  |
| Inscrits                    | Inscrits                     | Inscrits       | 60 131       | 100,00       | 60 119      | 100,00      |  |
| Abstentions                 | Abstentions                  | Abstentions    | 9 043        | 15,04        | 8 737       | 14,53       |  |
| Votants                     | Votants                      | Votants        | 51 088       | 84,96        | 51 382      | 85,47       |  |
| Blancs et nuls              | Blancs et nuls               | Blancs et nuls | 1 003        | 1,96         | 2 031       | 3,95        |  |
| Exprimés                    | Exprimés                     | Exprimés       | 50 085       | 98,04        | 49 351      | 96,05       |  |
| Source : Gallica et CEVIPOF |                              |                |              |              |             |             |  |

Le suppléant de Raymond Offroy était Jean Le Prince, maire adjoint d'Eu.

### Élections de 1978
| Candidat                    | Candidat               | Parti          | Premier tour | Premier tour | Second tour | Second tour |  |
| Candidat                    | Candidat               | Parti          | Voix         | %            | Voix        | %           |  |
| --------------------------- | ---------------------- | -------------- | ------------ | ------------ | ----------- | ----------- |  |
|                             | Irénée Bourgois élu    | PCF            | 21 028       | 35,34        | 30 758      | 50,7        |  |
|                             | Raymond Offroy sortant | RPR            | 20 372       | 34,24        | 29 909      | 49,3        |  |
|                             | Jean Beaufils          | PS             | 8 439        | 14,18        |             |             |  |
|                             | Denise Fossey          | UDF (AD)       | 3 931        | 6,61         |             |             |  |
|                             | François Pinchon       | Divers droite  | 1 705        | 2,87         |             |             |  |
|                             | Gérard Martine         | PSD            | 1 500        | 2,52         |             |             |  |
|                             | Michèle Petiteville    | LO             | 773          | 1,3          |             |             |  |
|                             | Yvon Chapus            | MDD            | 510          | 0,86         |             |             |  |
|                             | Pierre Gence           | MRG            | 484          | 0,81         |             |             |  |
|                             | Patrick Gorre          | FN             | 409          | 0,69         |             |             |  |
|                             | Michel Dupont          | LCR            | 351          | 0,59         |             |             |  |
|                             |                        |                |              |              |             |             |  |
| Inscrits                    | Inscrits               | Inscrits       | 70 639       | 100,00       | 70 614      | 100,00      |  |
| Abstentions                 | Abstentions            | Abstentions    | 9 880        | 13,99        | 8 332       | 11,8        |  |
| Votants                     | Votants                | Votants        | 60 759       | 86,01        | 62 282      | 88,2        |  |
| Blancs et nuls              | Blancs et nuls         | Blancs et nuls | 1 257        | 2,07         | 1 615       | 2,59        |  |
| Exprimés                    | Exprimés               | Exprimés       | 59 502       | 97,93        | 60 667      | 97,41       |  |
| Source : Gallica et CEVIPOF |                        |                |              |              |             |             |  |

Le suppléant de Irénée Bourgois était Jean Garraud, professeur d'éducation physique, maire du Tréport.

### Élections de 1981
| Candidat       | Candidat                | Parti          | Premier tour | Premier tour | Second tour | Second tour |  |
| Candidat       | Candidat                | Parti          | Voix         | %            | Voix        | %           |  |
| -------------- | ----------------------- | -------------- | ------------ | ------------ | ----------- | ----------- |  |
|                | Jean Beaufils élu       | PS             | 18 330       | 33,92        | 33 430      | 59,13       |  |
|                | Jean-Louis Bourlanges   | RPR (UNM)      | 13 756       | 25,45        | 23 107      | 40,87       |  |
|                | Irénée Bourgois sortant | PCF            | 13 665       | 25,29        | Retrait     | Retrait     |  |
|                | François Pinchon        | UDF (UNM)      | 6 738        | 12,47        |             |             |  |
|                | Michèle Petiteville     | LO             | 658          | 1,22         |             |             |  |
|                | Jean-Claude Chauvière   | MDD            | 636          | 1,18         |             |             |  |
|                | Gaston Courtin          | Divers gauche  | 255          | 0,47         |             |             |  |
|                |                         |                |              |              |             |             |  |
| Inscrits       | Inscrits                | Inscrits       | 72 642       | 100,00       | 72 639      | 100,00      |  |
| Abstentions    | Abstentions             | Abstentions    | 17 793       | 24,49        | 14 921      | 20,54       |  |
| Votants        | Votants                 | Votants        | 54 849       | 75,51        | 57 718      | 79,46       |  |
| Blancs et nuls | Blancs et nuls          | Blancs et nuls | 811          | 1,48         | 1 181       | 2,05        |  |
| Exprimés       | Exprimés                | Exprimés       | 54 038       | 98,52        | 56 537      | 97,95       |  |

Le suppléant de Jean Beaufils était Claude Balandrade, directeur d'école, adjoint au maire du Tréport.

### Élections de 1988
| Candidat       | Candidat               | Parti          | Premier tour | Premier tour | Second tour | Second tour |  |
| Candidat       | Candidat               | Parti          | Voix         | %            | Voix        | %           |  |
| -------------- | ---------------------- | -------------- | ------------ | ------------ | ----------- | ----------- |  |
|                | Charles Revet sortant  | UDF (PR) (URC) | 17 166       | 35,36        | 25 536      | 49,15       |  |
|                | Frédérique Bredin élue | PS             | 16 597       | 34,19        | 26 424      | 50,85       |  |
|                | Jean-Pierre Deneuve    | Divers droite  | 7 330        | 15,1         |             |             |  |
|                | Raymond Lecacheur      | PCF            | 4 718        | 9,72         |             |             |  |
|                | Alain Gauthier         | FN             | 2 737        | 5,64         |             |             |  |
|                |                        |                |              |              |             |             |  |
| Inscrits       | Inscrits               | Inscrits       | 71 460       | 100,00       | 71 443      | 100,00      |  |
| Abstentions    | Abstentions            | Abstentions    | 22 119       | 30,95        | 18 450      | 25,82       |  |
| Votants        | Votants                | Votants        | 49 341       | 69,05        | 52 993      | 74,18       |  |
| Blancs et nuls | Blancs et nuls         | Blancs et nuls | 793          | 1,61         | 1 033       | 1,95        |  |
| Exprimés       | Exprimés               | Exprimés       | 48 548       | 98,39        | 51 960      | 98,05       |  |

Le Docteur Jean Vittrant, cardiologue, conseiller municipal de Fécamp, était le suppléant de Frédérique Bredin. Il remplaça Frédérique Bredin, nommée membre du gouvernement, du 17 juin 1991 au 1er avril 1993.

### Élections de 1993
| Candidat       | Candidat                   | Parti          | Premier tour | Premier tour | Second tour | Second tour |  |
| Candidat       | Candidat                   | Parti          | Voix         | %            | Voix        | %           |  |
| -------------- | -------------------------- | -------------- | ------------ | ------------ | ----------- | ----------- |  |
|                | Charles Revet élu          | UDF (PR)       | 22 876       | 43,32        | 28 854      | 53,68       |  |
|                | Frédérique Bredin sortante | PS (ADFP)      | 16 825       | 20,97        | 24 895      | 46,32       |  |
|                | Claude Courbot             | FN             | 5 367        | 10,16        |             |             |  |
|                | Raymond Lecacheur          | PCF            | 3 828        | 7,25         |             |             |  |
|                | Michel-Léopold Jouvin      | GÉ (EÉ)        | 3 401        | 6,44         |             |             |  |
|                | Miguel Bigot               | LT-LNÉ         | 512          | 0,97         |             |             |  |
|                |                            |                |              |              |             |             |  |
| Inscrits       | Inscrits                   | Inscrits       | 74 760       | 100,00       | 74 756      | 100,00      |  |
| Abstentions    | Abstentions                | Abstentions    | 19 719       | 26,38        | 18 327      | 24,52       |  |
| Votants        | Votants                    | Votants        | 55 041       | 73,62        | 56 429      | 75,48       |  |
| Blancs et nuls | Blancs et nuls             | Blancs et nuls | 2 232        | 4,06         | 2 680       | 4,75        |  |
| Exprimés       | Exprimés                   | Exprimés       | 52 809       | 95,94        | 53 749      | 95,25       |  |

Le suppléant de Charles Revet était Daniel Fidelin. Charles Revet fut élu Sénateur le 24 septembre 1995

### Élection partielle du 3 et 10 décembre 1995
| Candidat       | Candidat               | Parti          | Premier tour | Premier tour | Second tour | Second tour |  |
| Candidat       | Candidat               | Parti          | Voix         | %            | Voix        | %           |  |
| -------------- | ---------------------- | -------------- | ------------ | ------------ | ----------- | ----------- |  |
|                | Frédérique Bredin élue | PS             | 17 691       | 46,97        | 22 728      | 60,20       |  |
|                | Daniel Fidelin         | UDF            | 12 090       | 32,10        | 15 024      | 39,79       |  |
|                | Patrick Peillon        | FN             | 4 218        | 11,20        |             |             |  |
|                | Gérard Busson          | PCF            | 2 231        | 5,92         |             |             |  |
|                | Alain Rivière          | LO             | 932          | 2,47         |             |             |  |
|                | Jean-Yves Métayer      | Extrême droite | 352          | 0,93         |             |             |  |
|                | Lucien Sorreda         | Sans étiquette | 146          | 0,38         |             |             |  |
|                |                        |                |              |              |             |             |  |
| Inscrits       | Inscrits               | Inscrits       | 76 337       | 100,00       | 76 342      | 100,00      |  |
| Abstentions    | Abstentions            | Abstentions    | 37 517       | 49,15        | 36 974      | 48,43       |  |
| Votants        | Votants                | Votants        | 38 820       | 50,85        | 39 368      | 51,57       |  |
| Blancs et nuls | Blancs et nuls         | Blancs et nuls | 1 160        | 2,99         | 1 616       | 4,1         |  |
| Exprimés       | Exprimés               | Exprimés       | 37 660       | 97,01        | 37 752      | 95,9        |  |

### Élections de 1997
| Candidat       | Candidat                          | Parti          | Premier tour | Premier tour | Second tour | Second tour |  |
| Candidat       | Candidat                          | Parti          | Voix         | %            | Voix        | %           |  |
| -------------- | --------------------------------- | -------------- | ------------ | ------------ | ----------- | ----------- |  |
|                | Frédérique Bredin sortante réélue | PS             | 20 167       | 38,67        | 29 945      | 55,88       |  |
|                | Daniel Fidelin                    | UDF (PR)       | 15 412       | 29,55        | 23 647      | 44,12       |  |
|                | Guy Bourle                        | FN             | 6 396        | 12,26        |             |             |  |
|                | Raymond Lecacheur                 | PCF            | 3 656        | 7,01         |             |             |  |
|                | Gilbert Cloarec                   | Les Verts      | 1 522        | 2,92         |             |             |  |
|                | Claude Courbot                    | LDI (CNIP)     | 1 519        | 2,91         |             |             |  |
|                | Robert Berthet                    | GÉ             | 1 156        | 2,22         |             |             |  |
|                | Manuel Heredia                    | Extrême gauche | 681          | 1,31         |             |             |  |
|                | Marc Hedrich                      | US4J           | 678          | 1,3          |             |             |  |
|                | Anabella Prevost                  | MÉI            | 620          | 1,19         |             |             |  |
|                | Alain Baumann                     | Extrême droite | 345          | 0,66         |             |             |  |
|                | Lucien Sorreda                    | Divers droite  | 0            | 0            |             |             |  |
|                |                                   |                |              |              |             |             |  |
| Inscrits       | Inscrits                          | Inscrits       | 75 690       | 100,00       | 75 687      | 100,00      |  |
| Abstentions    | Abstentions                       | Abstentions    | 21 246       | 28,07        | 19 290      | 25,49       |  |
| Votants        | Votants                           | Votants        | 54 444       | 71,93        | 56 397      | 74,51       |  |
| Blancs et nuls | Blancs et nuls                    | Blancs et nuls | 2 292        | 4,21         | 2 805       | 4,97        |  |
| Exprimés       | Exprimés                          | Exprimés       | 52 152       | 95,79        | 53 592      | 95,03       |  |

Le suppléant de Frédérique Bredin était Michel Valléry, maire de Montivilliers, conseiller général du canton de Montivilliers.
Frédérique Bredin démissionne le 14 septembre 2000.

### Élections législatives partielles du 15 et 22 octobre 2000
| Candidat          | Candidat            | Parti          | Premier tour | Premier tour | Second tour | Second tour |  |
| Candidat          | Candidat            | Parti          | Voix         | %            | Voix        | %           |  |
| ----------------- | ------------------- | -------------- | ------------ | ------------ | ----------- | ----------- |  |
|                   | Daniel Fidelin      | DL             | 11 337       | 39,19        | 16 507      | 49,23       |  |
|                   | Patrick Jeanne élu  | PS             | 10 654       | 36,83        | 17 025      | 50,77       |  |
|                   | Michel Meynier      | Les Verts      | 2 172        | 7,51         |             |             |  |
|                   | Jean-Claude Blondel | PCF            | 2 098        | 7,25         |             |             |  |
|                   | Jean-François Touzé | FN             | 1 940        | 6,71         |             |             |  |
|                   | Guy Bourlé          | MNR            | 726          | 2,51         |             |             |  |
|                   |                     |                |              |              |             |             |  |
| Inscrits          | Inscrits            | Inscrits       | 78 672       | 100,00       | 78 964      | 100,00      |  |
| Abstentions       | Abstentions         | Abstentions    | 48 288       | 61,38        | 43 810      | 55,48       |  |
| Votants           | Votants             | Votants        | 30 384       | 38,62        | 35 154      | 44,52       |  |
| Blancs et nuls    | Blancs et nuls      | Blancs et nuls | 1 457        | 4,8          | 1 622       | 4,61        |  |
| Exprimés          | Exprimés            | Exprimés       | 28 927       | 95,2         | 33 532      | 95,39       |  |
| Source : Le Monde |                     |                |              |              |             |             |  |

### Élections de 2002
| Candidat       | Candidat               | Parti             | Premier tour | Premier tour | Second tour | Second tour |  |
| Candidat       | Candidat               | Parti             | Voix         | %            | Voix        | %           |  |
| -------------- | ---------------------- | ----------------- | ------------ | ------------ | ----------- | ----------- |  |
|                | Daniel Fidelin élu     | UMP               | 20 436       | 39,68        | 25 794      | 51,43       |  |
|                | Patrick Jeanne sortant | PS                | 17 310       | 33,61        | 24 359      | 48,57       |  |
|                | Jean-François Touzé    | FN                | 6 130        | 11,9         |             |             |  |
|                | François-Marie Michaux | Les Verts         | 1 639        | 3,18         |             |             |  |
|                | Jean-Claude Blondel    | PCF               | 1 467        | 2,85         |             |             |  |
|                | Stéphanie Carton       | CPNT              | 1 447        | 2,81         |             |             |  |
|                | Dominique Pierre       | LCR               | 1 150        | 2,23         |             |             |  |
|                | Sandra Rosendale       | LO                | 883          | 1,71         |             |             |  |
|                | Louis Le Roux          | MPF               | 533          | 1,03         |             |             |  |
|                | Ginette Vanbuckhave    | Divers écologiste | 262          | 0,51         |             |             |  |
|                | Évelyne Claeyssens     | MNR               | 245          | 0,48         |             |             |  |
|                |                        |                   |              |              |             |             |  |
| Inscrits       | Inscrits               | Inscrits          | 81 096       | 100,00       | 81 091      | 100,00      |  |
| Abstentions    | Abstentions            | Abstentions       | 28 447       | 35,08        | 28 653      | 35,33       |  |
| Votants        | Votants                | Votants           | 52 649       | 64,92        | 52 438      | 64,67       |  |
| Blancs et nuls | Blancs et nuls         | Blancs et nuls    | 1 147        | 2,18         | 2 285       | 4,36        |  |
| Exprimés       | Exprimés               | Exprimés          | 51 502       | 97,82        | 50 153      | 95,64       |  |

Le suppléant de Daniel Fidelin était Philippe Clément-Grandcourt, chef d'entreprise, conseiller général du canton de Goderville, maire de Bénarville.

### Élections de 2007
| Candidat       | Candidat                     | Parti          | Premier tour | Premier tour | Second tour | Second tour |  |
| Candidat       | Candidat                     | Parti          | Voix         | %            | Voix        | %           |  |
| -------------- | ---------------------------- | -------------- | ------------ | ------------ | ----------- | ----------- |  |
|                | Daniel Fidelin sortant réélu | UMP            | 24 327       | 46,57        | 27 758      | 53,16       |  |
|                | Estelle Grelier              | PS             | 14 228       | 27,24        | 24 461      | 46,84       |  |
|                | Daniel Duchemin              | UDF–MoDem      | 3 683        | 7,05         |             |             |  |
|                | Yves Robert                  | FN             | 1 992        | 3,81         |             |             |  |
|                | Jean Vittrant                | Les Verts      | 1 654        | 3,17         |             |             |  |
|                | Véronique Blondel            | PCF            | 1 650        | 3,16         |             |             |  |
|                | François Race                | LCR            | 1 444        | 2,76         |             |             |  |
|                | Stéphanie Carton             | CPNT           | 847          | 1,62         |             |             |  |
|                | Frédéric Allais              | LO             | 624          | 1,19         |             |             |  |
|                | Pierrette Le Sueur           | MÉI            | 479          | 0,92         |             |             |  |
|                | Cédric Lecarpentier          | MPF            | 438          | 0,84         |             |             |  |
|                | Andréa Marie                 | MNR            | 300          | 0,57         |             |             |  |
|                | Yves Texier                  | MRC            | 229          | 0,44         |             |             |  |
|                | Jean-Charles Daveau          | diss. PRG      | 191          | 0,37         |             |             |  |
|                | Jairzino Festin              | Divers         | 152          | 0,29         |             |             |  |
|                |                              |                |              |              |             |             |  |
| Inscrits       | Inscrits                     | Inscrits       | 85 480       | 100,00       | 85 480      | 100,00      |  |
| Abstentions    | Abstentions                  | Abstentions    | 32 319       | 37,81        | 31 862      | 37,27       |  |
| Votants        | Votants                      | Votants        | 53 161       | 62,19        | 53 618      | 62,73       |  |
| Blancs et nuls | Blancs et nuls               | Blancs et nuls | 923          | 1,74         | 1 399       | 2,61        |  |
| Exprimés       | Exprimés                     | Exprimés       | 52 238       | 98,26        | 52 219      | 97,39       |  |

### Élections de 2012
| Candidat       | Candidat               | Parti          | Premier tour | Premier tour | Second tour | Second tour |  |
| Candidat       | Candidat               | Parti          | Voix         | %            | Voix        | %           |  |
| -------------- | ---------------------- | -------------- | ------------ | ------------ | ----------- | ----------- |  |
|                | Estelle Grelier élue   | PS             | 20 654       | 38,06        | 29 069      | 54,40       |  |
|                | Daniel Fidelin sortant | UMP            | 18 180       | 33,51        | 24 369      | 45,60       |  |
|                | Geneviève Salvisberg   | FN             | 7 944        | 14,64        |             |             |  |
|                | Céline Brulin          | FG (PCF)       | 4 393        | 8,10         |             |             |  |
|                | Alain Plantaz          | EÉLV           | 1 417        | 2,61         |             |             |  |
|                | Cédric Lecarpentier    | MoDem          | 910          | 1,68         |             |             |  |
|                | Magali Cauchois        | LO             | 401          | 0,74         |             |             |  |
|                | Myriam Tevenin         | NPA            | 361          | 0,67         |             |             |  |
|                |                        |                |              |              |             |             |  |
| Inscrits       | Inscrits               | Inscrits       | 92 403       | 100,00       | 92 401      | 100,00      |  |
| Abstentions    | Abstentions            | Abstentions    | 37 347       | 40,42        | 37 301      | 40,37       |  |
| Votants        | Votants                | Votants        | 55 056       | 59,58        | 55 100      | 59,63       |  |
| Blancs et nuls | Blancs et nuls         | Blancs et nuls | 796          | 1,45         | 1 662       | 3,02        |  |
| Exprimés       | Exprimés               | Exprimés       | 54 260       | 98,55        | 53 438      | 96,98       |  |

### Élections de 2017
Les élections législatives ont eu lieu les dimanches 11 et 18 juin 2017.
|                                                                                   |                                                                        |                           |                           |                          |                          |
|                                                                                   |                                                                        | Premier tour 11 juin 2017 | Premier tour 11 juin 2017 | Second tour 18 juin 2017 | Second tour 18 juin 2017 |
|                                                                                   |                                                                        |                           |                           |                          |                          |
|                                                                                   |                                                                        | Nombre                    | % des inscrits            | Nombre                   | % des inscrits           |
| Inscrits                                                                          | Inscrits                                                               | 93 668                    | 100,00                    | 93 669                   | 100,00                   |
| Abstentions                                                                       | Abstentions                                                            | 44 387                    | 47,39                     | 51 033                   | 54,48                    |
| Votants                                                                           | Votants                                                                | 49 281                    | 52,61                     | 42 636                   | 45,52                    |
|                                                                                   |                                                                        |                           | % des votants             |                          | % des votants            |
| Bulletins blancs                                                                  | Bulletins blancs                                                       | 827                       | 1,68                      | 3 564                    | 8,36                     |
| Bulletins nuls                                                                    | Bulletins nuls                                                         | 263                       | 0,53                      | 1 175                    | 2,76                     |
| Suffrages exprimés                                                                | Suffrages exprimés                                                     | 48 191                    | 97,79                     | 37 897                   | 88,88                    |
|                                                                                   |                                                                        |                           |                           |                          |                          |
| Candidat Étiquette politique (partis et alliances)                                | Candidat Étiquette politique (partis et alliances)                     | Voix                      | % des exprimés            | Voix                     | % des exprimés           |
|                                                                                   |                                                                        |                           |                           |                          |                          |
|                                                                                   | Stéphanie Kerbarh La République en marche                              | 13 855                    | 28,75                     | 23 852                   | 62,94                    |
|                                                                                   | Geneviève Salvisberg Front national                                    | 8 336                     | 17,30                     | 14 045                   | 37,06                    |
|                                                                                   | Estelle Grelier Parti socialiste                                       | 8 187                     | 16,99                     |                          |                          |
|                                                                                   | Didier Péralta Union des démocrates et indépendants (Les Républicains) | 7 115                     | 14,76                     |                          |                          |
|                                                                                   | Rachid Chebli La France insoumise                                      | 5 454                     | 11,32                     |                          |                          |
|                                                                                   | Céline Brulin Parti communiste français                                | 2 019                     | 4,19                      |                          |                          |
|                                                                                   | Patrick Bucourt Debout la France                                       | 1 076                     | 2,23                      |                          |                          |
|                                                                                   | Thierry Lecerf Europe Écologie Les Verts                               | 1 052                     | 2,18                      |                          |                          |
|                                                                                   | Jean-Claude Garault Lutte ouvrière                                     | 536                       | 1,11                      |                          |                          |
|                                                                                   | Maëva Charbonnier Divers (Union populaire républicaine)                | 300                       | 0,62                      |                          |                          |
|                                                                                   | Odile Morvan Divers gauche (Nouvelle Donne)                            | 261                       | 0,54                      |                          |                          |
| Source : Ministère de l'Intérieur - Neuvième circonscription de la Seine-Maritime |                                                                        |                           |                           |                          |                          |

### Élections de 2022
| Résultats des élections législatives des 12 et 19 juin 2022 de la 9e circonscription de Seine-Maritime |                               |                          |                          |              |              |             |             |
| Candidat                                                                                               | Candidat                      | Parti et coalition       | Nuance                   | Premier tour | Premier tour | Second tour | Second tour |
| Candidat                                                                                               | Candidat                      | Parti et coalition       | Nuance                   | Voix         | %            | Voix        | %           |
| | Nicolas Goury                 | RN                       | RN                       | 13 591       | 29,25        | 20 644      | 49,16       |
| | Marie-Agnès Poussier-Winsback | H (ENS)                  | ENS                      | 13 184       | 28,37        | 21 352      | 50,84       |
| | Stéphanie Fouani              | LFI (NUPES)              | NUP                      | 9 449        | 20,33        |             |             |
| | Victor Balier                 | LR (UDC)                 | LR                       | 2 176        | 4,68         |             |             |
| | Mickael Baron                 | LRDG (FGR)               | DVG                      | 1 725        | 3,71         |             |             |
| | Stéphanie Kerbarh             | AC (ÉMP)                 | DVC                      | 1 555        | 3,35         |             |             |
| | Jean-Marc Bled                | REC                      | REC                      | 1 181        | 2,54         |             |             |
| | Victor Fournier               | UCE (ÉMP)                | DVC                      | 1 133        | 2,44         |             |             |
| | Carole Servais                | PA                       | ECO                      | 852          | 1,83         |             |             |
| | Jean-Paul Macé                | LO                       | DXG                      | 722          | 1,55         |             |             |
| | Patrick Bucourt               | DLF (UPF)                | DSV                      | 707          | 1,52         |             |             |
| | Annabelle Bétemps Folain      | FML                      | DVD                      | 196          | 0,42         |             |             |
| Votes valides                                                                                          | Votes valides                 | Votes valides            | Votes valides            | 46 471       | 97,58        | 41 996      | 91,45       |
| Votes blancs                                                                                           | Votes blancs                  | Votes blancs             | Votes blancs             | 895          | 1,88         | 2 916       | 6,35        |
| Votes nuls                                                                                             | Votes nuls                    | Votes nuls               | Votes nuls               | 258          | 0,54         | 1 008       | 2,20        |
| Total                                                                                                  | Total                         | Total                    | Total                    | 47 624       | 100          | 45 920      | 100         |
| Abstention                                                                                             | Abstention                    | Abstention               | Abstention               | 48 031       | 50,21        | 49 753      | 52,00       |
| Inscrits / participation                                                                               | Inscrits / participation      | Inscrits / participation | Inscrits / participation | 95 655       | 49,79        | 95 673      | 48,00       |

### Élections de 2024
| Candidat                 | Candidat                             | Parti et coalition       | Nuance                   | Premier tour | Premier tour | Second tour | Second tour |
| Candidat                 | Candidat                             | Parti et coalition       | Nuance                   | Voix         | %            | Voix        | %           |
| ------------------------ | ------------------------------------ | ------------------------ | ------------------------ | ------------ | ------------ | ----------- | ----------- |
|                          | Douglas Potier                       | RN                       | RN                       | 28 528       | 44,58        | 31 122      | 49,66       |
|                          | Marie-Agnès Poussier-Winsback réélue | HOR (ENS)                | HOR                      | 20 528       | 32,08        | 31 548      | 50,34       |
|                          | Christiane Rouxel                    | LFI (NFP)                | UG                       | 11 845       | 18,51        |             |             |
|                          | René Pinato                          | LO                       | EXG                      | 1 122        | 1,75         |             |             |
|                          | Patrick Bucourt                      | DLF                      | DSV                      | 967          | 1,51         |             |             |
|                          | Christophe Ros                       | REC                      | REC                      | 615          | 0,96         |             |             |
|                          | Aude de Castet                       | AC (LC)                  | DVC                      | 392          | 0,61         |             |             |
|                          | Solène Morel                         | ratt. LÉ                 | DVG                      | 1            | 0,00         |             |             |
|                          |                                      |                          |                          |              |              |             |             |
| Votes valides            | Votes valides                        | Votes valides            | Votes valides            | 63 998       | 97,03        | 62 670      | 94,97       |
| Votes blancs             | Votes blancs                         | Votes blancs             | Votes blancs             | 1 553        | 2,35         | 2 534       | 3,84        |
| Votes nuls               | Votes nuls                           | Votes nuls               | Votes nuls               | 408          | 0,62         | 785         | 1,19        |
| Total                    | Total                                | Total                    | Total                    | 65 959       | 100          | 65 989      | 100         |
| Abstention               | Abstention                           | Abstention               | Abstention               | 29 474       | 30,88        | 29 459      | 30,86       |
| Inscrits / participation | Inscrits / participation             | Inscrits / participation | Inscrits / participation | 95 433       | 69,12        | 95 448      | 69,14       |